# Xã Marengo, Quận McHenry, Illinois
Xã Marengo (tiếng Anh: Marengo Township) là một xã thuộc quận McHenry, tiểu bang Illinois, Hoa Kỳ. Năm 2010, dân số của xã này là 7.564 người.